# Sy Barry
Sy Barry   (Nova York, 12 de març de 1928) Seymour "Sy" Barry és un dibuixant de còmics nord- americà, conegut sobretot per ser l'artista de la tira de The Phantom durant més de tres dècades.

## Biografia
Sy Barry va néixer a la ciutat de Nova York el 1928 i és germà del dibuixant de còmics Dan Barry, que va dibuixar la tira còmica de Flash Gordon. Sy Barry va assistir a l'escola secundària a l'Escola d'Art Industrial de Manhattan, Nova York a partir de 1943. La seva primera feina com a artista va ser treballar en el còmic Famous Funnies. Barry va començar la seva carrera professional com a assistent d'art del seu germà, i a finals de la dècada de 1940 treballava pel seu compte com a dibuixant de còmics autònom, principalment com a entintador per a editorials com Lev Gleason, el precursor de Marvel Comics Timely Comics i DC Comics, precursor del National Comics. A National, va treballar en diferents gèneres com ara cómics romàntics, Misteri a l'espai, Còmic detectivesc, "Superboy", "Johnny Peril", Còmic d'aventures, "Rex the wonder dog" i "Phantom Stranger ".
A principis de la dècada de 1950, Sy Barry era molt demandat com a entintador, era un dels millors. També va ajudar el seu germà Dan a la tira còmica de Tarzan per a United Feature Syndicate i a la tira còmica de Flash Gordon de King Features Syndicate. Va ser contractat per Capp Studio per dibuixar Martin Luther King and the Montgomery Story, un pamflet de còmics publicat el 1957. La signatura de Barry era visible a la portada de la primera edició, però un quadre de text la va cobrir en impressions posteriors. The Montgomery Story, escrit per Alfred Hassler i Benton Resnik i distribuït per la Fellowship of Reconciliation, "va ensenyar als joves no només sobre l'esdeveniment en si, sinó també sobre la no-violència com a eina pel canvi social". Moltes dècades després, el còmic va inspirar la trilogia de March del congressista de Geòrgia John Lewis.
El 1961, després de la mort de l'artista de The Phantom, Wilson McCoy que havia succeït a l'artista Ray Moore, King Features va contractar a Barry per fer-se càrrec d'aquesta tira. En tres anys, els lectors de Phantom van augmentar a més de 900 diaris i es va convertir en l'artista de Phantom més popular de la història, el seu Phantom va afegir una sensació de realisme i estil al personatge que mai s'havia vist abans. Barry hi va romandre durant més de trenta anys fins a la seva jubilació el 1994. Barry utilitzava sovint artistes de llapis a la tira, treballant principalment com a entintador, tot i que sovint dibuixava històries senceres quan el temps ho permetia.
La primera tira diària Phantom de Barry es va publicar el 21 d'agost de 1961 i la seva última el 3 de setembre de 1994.
Va substituir Bill Lignante els diumenges. La seva primera pàgina de Phantom Sunday es va publicar el 20 de maig de 1962 i la seva última el 18 de setembre de 1994.